# فيكتوريا وارد
فيكتوريا وارد (بالإنجليزية: Victoria Ward)‏ هي ممثلة بريطانية، ولدت في 1939 في إيزلينغتون ‏ في المملكة المتحدة، وتوفيت في 1992 بسبب نوبة قلبية.